# Seamus O'Mahony
Seamus O'Mahony är en irländsk läkare (gastroenterolog) som skrivit böcker vilka kritiserar den medicinska vetenskapen.   